# Narol
Narol (pronunciación polaca: [ˈnarɔl]) es una ciudad polaca, capital del municipio homónimo en el distrito de Lubaczów del voivodato de Subcarpacia. En 2006 tenía una población de 2120 habitantes.
La ciudad fue fundada en 1596 por Florian Łaszcz Nieledowski con el nombre de "Florianów" y se desarrolló como una parada importante de las rutas comerciales con Gdansk. El asentamiento original fue destruido en el siglo XVII por las tropas cosacas de Bogdán Jmelnitski en su camino a Zamość, en un enfrentamiento en el que murieron doscientas personas, incluyendo al propietario de la ciudad Florian Łaszcz. La nueva localidad de Narol se construyó en un campo al oeste de Florianów, tomando su nombre de la expresión "na roli" ("en un campo").
En 1758, la localidad fue adquirida por el conde Łoś, quien construyó un palacete que desde entonces es el principal monumento de la ciudad. En 1863, el palacio fue destruido durante el Levantamiento de Enero por las tropas austriacas, siendo reconstruido por su propietario. La ciudad y el palacio fueron casi completamente destruidos por el Ejército Rojo en la Segunda Guerra Mundial, quedando la localidad como un asentamiento rural de economía colectivizada durante el periodo de la República Popular de Polonia. Tras la caída del comunismo, en 1995 el palacio fue adquirido por una fundación cultural que comenzó su reconstrucción y en 1996 Narol recuperó su estatus histórico de ciudad.
Se ubica unos 30 km al noreste de la capital distrital Lubaczów, junto al límite con el voivodato de Lublin.